# SN 2010Y
SN 2010Y – supernowa typu Ia odkryta 8 lutego 2010 roku w galaktyce NGC 3392. W momencie odkrycia miała maksymalną jasność 15,90m.